# Louis Rwagasore
Louis Rwagasore (Gitega, 10 de gener de 1932 - Bujumbura, 13 d'octubre de 1961) fou un príncep i polític burundès, fill del rei Mwanbutsa IV i de la seva primera dona Thérèse Kanyonga de la que es va divorciar, perdent el fill els drets a la successió.
Va estudiar a Bukeye, després a Kanyinya i a Gitega. El 1945 va anar a estudiar a grup Astrida a Butare, a Ruanda on va romandre fins al 1951. El 1956 va estudiar a la Universitat d'Anvers a Bèlgica, però va tornar al cap d'uns mesos a Burundi per organitzar cooperatives estrictament africanes, les quals foren prohibides per les autoritats colonials belgues el 1958.
A partir d'aquell moment el príncep, que era germanastre del príncep hereu (del primer matrimoni del rei), va començar a realitzar activitats nacionalistes i el setembre del 1958 va formar el partit UPRONA (Unió pel Progrés Nacional) junt amb Paul Mirerekano i Thaddée Siryuyumusi, tots propers de Patrice Lumumba del Congo. Es va casar el 12 de setembre de 1959 amb Marie-Rose Ntamikevyo.
El partit UPRONA fou autoritzat pels belgues el 7 de gener de 1960 i el príncep, que havia anat a Bèlgica, va poder entrar al país. El seu pare li volia confiar un dels territoris dels caps tradicionals (Butanyerera) però va refusar per dedicar-se la causa nacionalista; el pare però es va declarar per damunt dels partits. Del 14 al 20 de març de 1960 el UPRONA va fer un congrés on es va demanar la independència de Burundi i va demanar al poble no pagar les taxes, boicotejar els magatzems colonials i en general la desobediència civil.
El 27 d'octubre Rwagasore fou arrestat pels belgues i posat en residència vigilada i a mitjan novembre es van fer unes eleccions locals guanyades pel Partit Demòcrata Cristià (PDC) patrocinat pels belgues. El 9 de desembre fou alliberat. Els partits guanyadors de les eleccions van formar el primer govern autònom el 26 de gener de 1961 dirigit per l'hutu Joseph Cimpaye de la coalició Unió de Partits Populars formada després de les eleccions i liderada pel PDC.
El 18 de setembre de 1961 es van fer les eleccions legislatives supervisades per l'ONU i l'UPRONA va obtenir una àmplia victòria (80%) contra el Front Comú (dins del qual el PDC i el Partit del Poble o PP) que va obtenir només el 20% (58 de 64 escons). El 28 de setembre Thaddée Siryuyumusi fou elegit president de l'Assemblea Legislativa, i Rwagasore va ser encarregat de formar govern sent investit el 29 de setembre de 1961 amb Pierre Ngendamdumwe com a viceprimer ministre en un govern amb 15 carteres de les quals la de defensa romania en mans dels belgues.
El 13 d'octubre de 1961 Rwagasore fou assassinat per un grec, Kageorgis, sicari dels líders del PDC entre els quals el príncep Baranyanka. Va formar govern el tutsi André Muhirba de la UPRONA (20 d'octubre). El 2 d'abril de 1962 els assassins de Rwagasore foren condemnats i Kageorgis afusellat el 30 de juny. L'1 de juliol de 1962 es va proclamar la independència. A l'any següent es van executar noves condemnes contra implicats en el seu assassinat (15 de gener de 1963, execució dels fills del príncep Baranyanka, de noms Ntidendereza i Birori.